# Robert Wilhelm Lagerborg
Robert Wilhelm Lagerborg, född 28 oktober 1796 i Tammela, Finland, död 28 mars 1849 i Uleåborg, var en finsk-rysk militär och landshövding i Uleåborgs län 1833–1849.

## Biografi

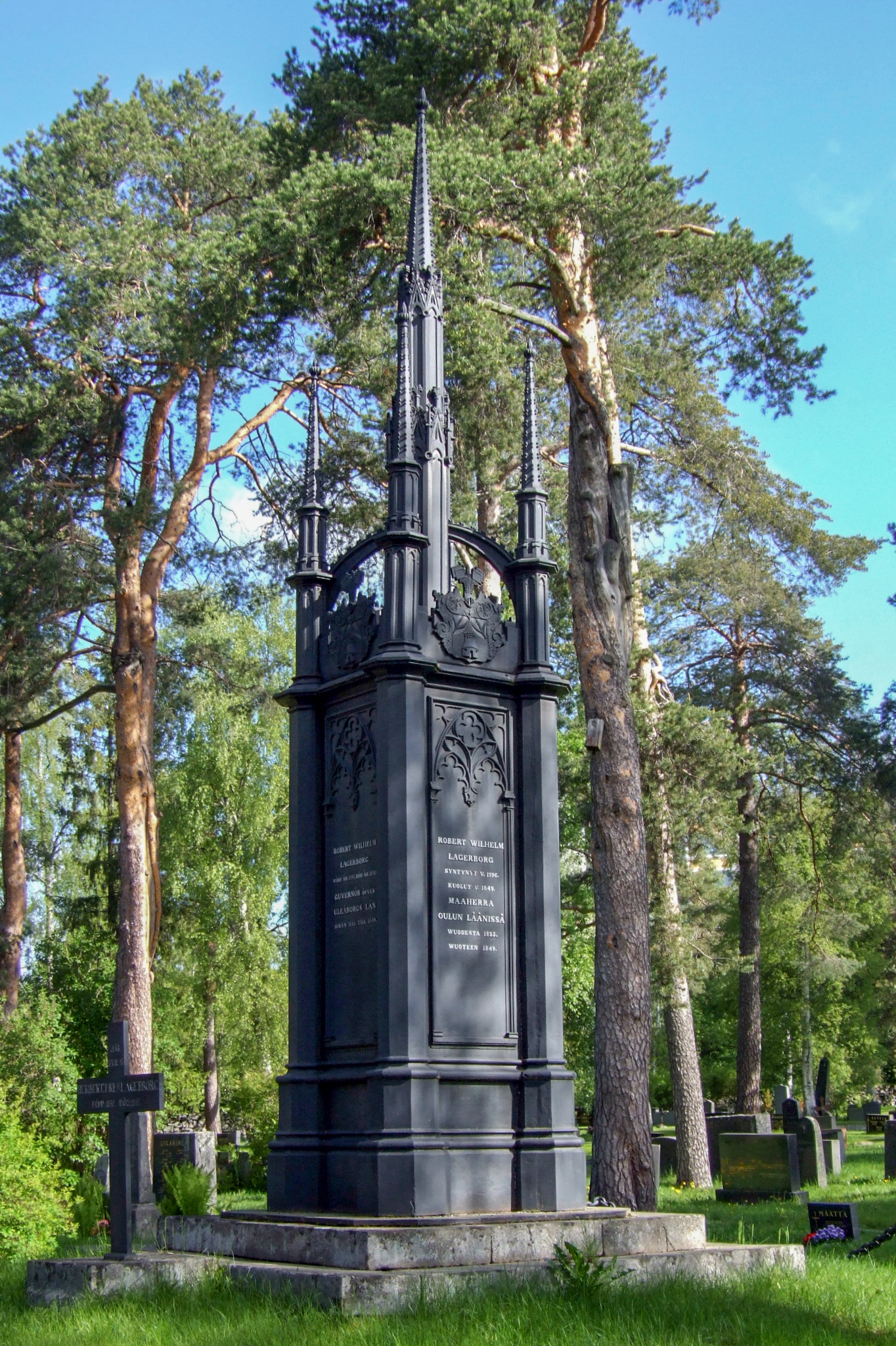
Monument över Robert Wilhelm Lagerborg på Uleåborgs kyrkogård.

Robert Wilhelm Lagerborg var sonsons son till Olof Skragge, som 1719 adlades med namnet Lagerborg. Fadern Fredrik Vilhelm Lagerborg var överstelöjtnant och immatrikulerades på Finlands riddarhus 1818 varigenom Robert Wilhelm Lagborg upptogs som finländsk adelsman. Modern Elisabet Charlotta Gripenberg var likaså från Finland.
Lagerborg blev 1811 student vid Kejserliga Akademien i Åbo, men gick 1812 i (rysk) krigstjänst. Han blev 1829 överstelöjtnant vid Livgardets finska skarpskyttebataljon, deltog i polska kriget 1831–1832 (novemberupproret) och i Warszawas stormning samt utnämndes 1832 till överste.
Han utnämndes 1833 till vice landshövding och 1834 till landshövding över Uleåborgs län. Länet var utarmat av missväxt och sjukdomar och Lagerborg lade stor vikt vid att lindra nöden och förbättra näringslivet. Han ordnade förvaltningen, påskyndade storskiftesarbetet, verkställde skattläggning av tusentals nybyggen och hemman, möjliggjorde grundandet av sju hundra nybyggen, påbörjade och stödde stora kärr- och mossodlingsföretag, väganläggningar, anläggning av järnbruk och sågverk, brobyggen samt grundandet av sockenmagasin och brandstodsföreningar.
Robert Wilhelm Lagerborg var med sin hustru Carolina Sofia Margareta Virgin far till publicisten Robert Lagerborg och generalpostdirektör Hjalmar Lagerborg.